# Porto-Novo II
Porto-Novo II è un arrondissement del Benin situato nella città di Porto-Novo (dipartimento di Ouémé) con 51.548 abitanti (dato 2006).